# 鐵線蕨
铁线蕨（學名：Adiantum capillus-veneris），是凤尾蕨科铁线蕨属的一种植物，又名鐵絲草、少女的髮絲、鐵線草、水豬毛土、银杏蕨、条裂铁线蕨。

## 形态
多年生草本，高30-50厘米。根状茎匍匐；紫黑色叶柄细弱而有光泽；扇形小叶片，外缘斜圆形，浅裂；孢子囊群生叶背外缘。
因其莖細長且顏色似鐵絲，故名铁线蕨。

## 分布
生于溪边和湿润的石上，中國普遍分布。
由於其畏乾燥及強烈光照，須放置到沒有陽光直射的地方養護。铁线蕨也有很多變種，如荷葉铁线蕨、腎葉铁线蕨等。

## 用途
铁线蕨是鈣質土的指示植物；也是一种观赏植物；全草供药用，有疗风、消肿毒的效能。

## 外部連結
- （繁體中文）（英文） 鐵線蕨, Tiexianjue （页面存档备份，存于） 藥用植物圖像數據庫 (香港浸會大學中醫藥學院)